# Esperanza (曲)
「Esperanza」（エスペランサ）は、日本のポップ歌手西野カナの14枚目のシングル。2011年5月18日にSME Recordsから発売された。

## 概要
前作「Distance」から3ヶ月ぶりのシングル。
音楽的にはポップスとラテンを融合したラブソングである。 
表題曲は、情報番組『スッキリ!!』の2011年5月度のテーマソングとして起用された。
初回限定生産盤はスペシャル限定ジャケット仕様&初回限定プリシール入り。　
題名はスペイン語で、「希望」という意味である。
本作は、ポピュラー音楽の批評家から肯定的評価を受けた。いくつかの批評家は、楽曲の「新鮮さ」に言及した。また、本作は、大衆的にも成功を収めた。ビルボードの3つのシングルチャートで上位30位以内に入った他、日本レコード協会によるダウンロードチャートRIAJ有料音楽配信チャートで首位を獲得した。これで西野のRIAJ有料音楽配信チャート1位獲得シングル数は、7つになった。

## 背景
西野カナのライブでメインDJを務めるDJ Mass（別名VIVID Neon*）によってプロデュースされた表題曲「Esperanza」は、Mass曰く「GLAY"シキナ"路線の疾走感あるクラップ系」である。加えて、「新しい西野カナを引き出せた」「西野カナの声の魅力を堪能できるシングル」である。

## 批評
『hotexpress』の武川春奈は、スパニッシュギターの音色やクラップが鳴り響く中、西野の力強いボーカルが前へ前へとエネルギッシュなサウンドに負けじと伸びていくと批評し、「ここまで強気な西野カナは初めてに近い」とコメントした。また、これは、恋愛に翻弄されてきた女性たちへの強烈な応援歌だと述べた。『リッスンジャパン』は、ラブ・ソングの女王になった西野にとって“一風変わったシングル”だと述べ、「情熱的な恋愛を描いた歌詞と、これまた情熱的なスパニッシュ・ギターをフィーチャーしたトラックがベストマッチしたサマー・ラヴ・ソングに仕上がっている。」と批評した。『WHAT's IN?』の川崎直子は、「フラメンコをイメージさせるラテン要素が色濃いスパニッシュ・サウンドが新鮮。恋人がいる男性を好きになってしまった複雑な乙女心を情熱的に歌い上げる。」と批評した。

## チャート成績
2011年5月9日付けのビルボードJapan Hot 100で初登場58位、翌週16日付けで30位まで上昇。フィジカルポイントが加わった5月30日付けで最高5位を記録。Hot Singles Salesでは、5月30日に初登場5位を記録。5月9日付けのHot Top Aiplayで初登場44位、5月16日に18位、5月30日付けで8位を記録。Adult Contemporary Airplayでは5月16日付け、21位で初登場。5月23日付けで一旦65位まで下がった後、30日付けで9位までジャンプアップ。5月30日付けのオリコンチャートで、初登場5位した。ダウンロード・チャートにおいては、5月17日付けの日本レコード協会による着うたフルのダウンロード数を集計したRIAJ有料音楽配信チャートで、初登場1位を獲得した。

## ライブ・パフォーマンス
2011年4月29日に行われたファッションイベント札幌コレクションで、「Esperanza」をライブ初披露した。5月6日、20日放送の音楽番組『ミュージックステーション』に出演し、披露。

## 収録曲
| #         | タイトル            | 作詞                                        | 作曲                                                     | 編曲                          | 時間  |
| --------- | ------------------- | ------------------------------------------- | -------------------------------------------------------- | ----------------------------- | ----- |
| 1.        | 「Esperanza」       | Kana Nishino                                | DJ Mass (VIVID Neon*)、Toshihiro Takita、Hiroshi Yoshida | VIVID Neon、Toshihiro Takita  | 5:23  |
| 2.        | 「Thinking of you」 | Kana Nishino                                | WolfJunk、mayula                                         | WolfJunk                      | 4:37  |
| 3.        | 「ONLY ONE」        | Kana Nishino、DJ Mass (VIVID Neon*)、hiro:n | DJ Mass (VIVID Neon*)、Toshihiro Takita、hiro:n          | VIVID Neon*、Toshihiro Takita | 4:19  |
| 合計時間: | 合計時間:           | 合計時間:                                   | 合計時間:                                                | 合計時間:                     | 14:19 |

## タイアップ
| 曲名      | タイアップ                                        |
| --------- | ------------------------------------------------- |
| Esperanza | 日本テレビ系『スッキリ!!』2011年5月度テーマソング |

## 収録アルバム
Esperanza
- Thank you, Love
- Love Collection 〜pink〜
- ALL TIME BEST 〜Love Collection 15th Anniversary〜

	Thinking of you
- Secret Collection 〜GREEN〜

## チャートと認定
| チャート（2011年）                    | 最高 順位 |
| ------------------------------------- | --------- |
| ビルボード Japan Hot 100              | 5         |
| ビルボード Hot Singles Sales          | 9         |
| ビルボード Hot Top Aiplay             | 8         |
| ビルボード Adult Contemporary Airplay | 5         |
| オリコン週間                          | 5         |
| RIAJ有料音楽配信チャート              | 1         |

### ゴールド等認定
| 国、地域 | 認定                   |
| -------- | ---------------------- |
| 日本     | プラチナ（着うたフル） |

## 発売日一覧
| 地域 | 情報          | 規格                 |
| ---- | ------------- | -------------------- |
| 日本 | 2011年4月20日 | 着信音               |
| 日本 | 2011年5月11日 | 携帯端末向けフル配信 |
| 日本 | 2011年5月18日 | CD                   |